# Liulang, Anhui
Liulang (kinesiska: 六郎) är en köping i östra Kina. Den ligger i stadsdistriktet Wanzhi i staden Wuhu i provinsen Anhui, omkring 140 kilometer sydost om provinshuvudstaden Hefei. Antalet invånare är 69 964. Befolkningen består av 33 266 kvinnor och 36 698 män. Barn under 15 år utgör 14,0 %, vuxna 15-64 år 73 %, och äldre över 65 år 12,0 %.